# 塔西佗陷阱

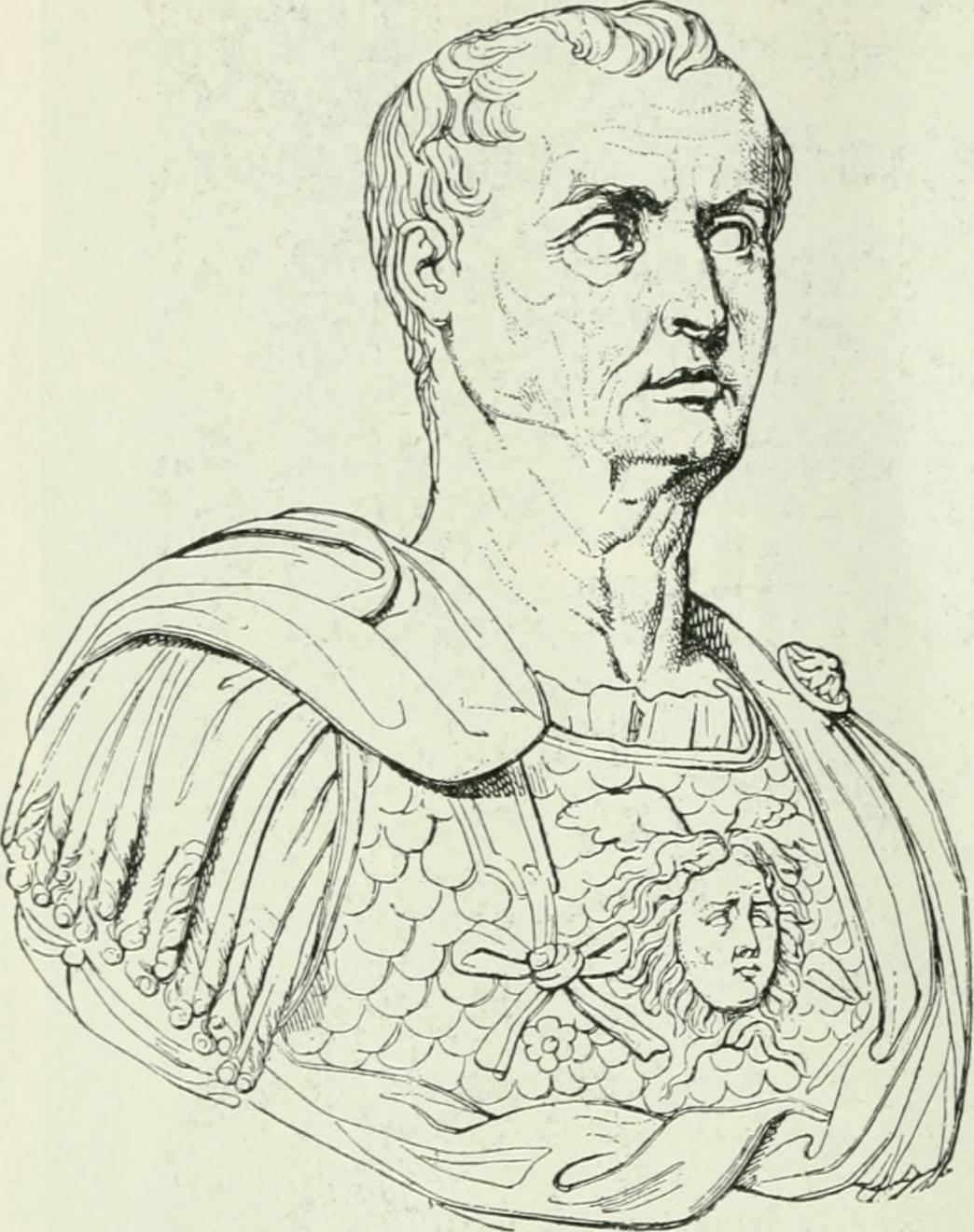
羅馬皇帝塞尔维乌斯·苏尔皮基乌斯·加尔巴的画像，塔西陀在评论加尔巴时指出“一旦统治者变得不受欢迎，他的所有行为，无论是好的还是坏的，都会引起人们对他的厌恶。”

塔西佗陷阱（英語：Tacitus Trap），或称塔斯佗陷阱，是一个政治学理论，得名于古罗马历史学家塔西佗，意指倘若公权力失去其公信力，无论如何发言或是处事，社会均将给予其负面评价。这一术语最早见于中国美学家潘知常在2007年出版的《谁劫持了我们的美感——潘知常揭秘四大奇书》一书中，后成为中国学界和媒体的高频词汇。

## 出处
古罗马历史学家塔西陀将惩恶扬善作为写作历史的目的，认为“只应当提到那些特别高尚的和特别恶劣的建议”，“保存人们所建立的功业，并且使邪恶的言行对后世的责难有所畏惧”，留有《历史》等不多的著作，但影响深远。公元69年，加尔巴在混乱中接替去世的尼禄成为羅馬皇帝，其中的争权夺势引起人民的反感，加尔巴之处死克洛狄乌斯·玛凯尔和丰提乌斯·卡皮托不得人心。对此，古罗马历史学家塔西陀所著之《历史》评论道：“一旦统治者变得不受欢迎，他的所有行为，无论是好的还是坏的，都会引起人们对他的厌恶。”
中国大陆美学家潘知常在谈论《三国演义》中的乱世成因时，指出：专制社会乃一无限制政府，其欲望是无法克制、只能不断去满足的。皇帝越是去横征暴敛，国库越空虚，均为贪腐所侵蚀；国库越空虚，则加剧皇帝之横征暴敛，社会不得不崩溃。专制社会下的中国政府，不贪污、不腐败就无以发财，升官为发财，争权亦为夺利，从皇帝到官员皆是如此，贪腐不可抑制。潘知常形容专制政府到此时即进入“塔西佗陷阱”，最终导致乱世的出现。:24-25
中国大陆作家谌旭彬则援引《论语》中子贡“纣之不善，不如是之甚也。是以君子恶居下流，天下之恶皆归焉”之言，认为“子贡陷阱”则是更合适的称呼，并称慈禧太后、孔祥熙等人都曾落入此陷阱中。

## 使用
在报道评论中国的公共事件时，媒体常会引述塔西佗陷阱，如2012年，新华社就2011年大连市反对PX项目游行、2012年什邡市反对钼铜项目事件和2012年启东市反对排污项目事件等公众事件中公众倾向听信网络谣言而非官方声明发表评论时，引述塔西佗陷阱和孔子对人民信任的强调，指出人民的信任之重要性；2014年，《中国环境报》评论文章就指出，PX项目在中国已经成为塔西佗陷阱；2019年3月，BBC中文网在报道2019年成都校园食品安全事件时，引述北京外国语大学國際新聞與傳播系退休教授展江的话，认为当地政府陷入了塔西佗陷阱；人民日报海外网在评论雷洋事件时认为警方陷入了塔西佗陷阱。
2013年，香港特别行政区立法会主席曾鈺成接受香港電台访问时，形容财政司司长陳茂波不受信任之局面为“塔斯佗陷阱”。香港商业电台、《苹果日报》、联合早报网等媒体解读这一陷阱为“民无信不立”。
2014年，中共中央总书记習近平在河南省蘭考中共縣委的一次会议发言中引用了“塔西佗陷阱”这一术语，他在会上还指出：“如果群众观点丢掉了，群众立场站歪了，群众路线走偏了，群众眼里就没有你。”自此，塔西佗陷阱成为新闻媒体和学界的高频词汇：据南京大学新闻传播学院米斯茹博士统计，截至2017年11月5日，百度搜索引擎显示的相关结果已经达到328,000个，百度新闻高级搜索显示有284篇新闻之标题含有此术语，中国知网中不少学术论文亦以此为标题。
人民网等官方媒体总结称，中共十八大以来，习近平在不同场合提及中国面临“三个陷阱定律”，即塔西佗陷阱、修昔底德陷阱和中等收入陷阱。2016年，盧永雄在《巴士的報》撰文谈论习近平的“三个陷阱定律”，其中质疑香港特区政府正滑向塔西佗陷阱，并引述蔡英文在台湾的抗议潮认为普选不能解决这一问题；馮睎乾在香港《苹果日报》撰文考证和描述习近平所讲的塔西佗陷阱，认为梁振英政府早已跌入这一陷阱。
2017年12月，中共中央机关报《人民日报》以“廓清‘塔西佗陷阱’的迷雾”为题目对塔西佗陷阱进行了整版报道，发表《用中国话语解释公信力问题》、《以人民为中心赢得信赖》、《不是必然规律、容易产生误导——“陷阱”一词需慎用》等三篇文章，探讨塔西佗陷阱的使用。
2019年9月，《成報》刊文批判行会成员羅范椒芬在公开场合引说未经证实的传言的行为，文章认为罗太抹黑反修例运动示威者的行为无助于解决纷争，反而会加剧政府陷入塔西佗陷阱，令人觉得政府无论说什么、做什么都是在说假话、做假事。

## 应对
2012年，中国大陆学者杨妍在《中国行政管理》中以温州动车事故为例，探讨政府应当如何对微博传播中的“塔西佗陷阱”。其中认为：政府应对突发事件应当开诚布公，更加公开透明，不应当简单地辟谣或者回避；应当构建政府和个人之间的信任，避免突发事件话语权演变为一方利益诉求对另一方权力的压制；应当变革传统行政范式和观念，加强政府事务的解释力，政府媒体和主流媒体应当第一时间传递真相，以正视听；应当利用微博改进工作，及时辟谣；应当选择合适的新闻发言人。
2014年，中国大陆学者王君君在《广州大学学报》社会科学版中认为：Facebook、Twitter和新浪微博等网络自媒体加速了信息流的传播，突破了传统政府到大众媒介再到公众的传播途径，导致政府对舆论主导权的丧失。网络社会的发展势不可挡，政府希望透过网络实现良政，另一方面，多元话语势必夹杂和主流话语不和的内容，使得政府极力想掩盖或屏蔽。面对当今的治理格局，政府已经不能以家長式領導手段所控制，否则只会陷入塔西佗陷阱。政府应当致力于树立法律的权威，加强执法力度；应当放下权力身架，融入公共话语中，知民情、理民意；应当主动进行信息公开，把握话语流向；政府应当与网络社会合作共治。
2014年，中国大陆学者李春雷和刘冰莹在《现代传播》中发文，文中对2012年什邡市反对钼铜项目事件进行实证调查，并基于此提出应对塔西佗陷阱的方式。文章援引学界分析认为中国社会存在四种群体，即特殊获益者群体、普通获益者群体、利益相对受损群体和社会底层群体，并以什邡市居民绝大多数且无显著差异地对当地政府缺乏信任表明社会困难群体对政府存在塔西佗陷阱式的反应，这一反应带有以下特点：社会转型带来这一群体风险感知的加剧，网络媒体加速了恐惧的累计，暴力机关介入引发了对政府合法性的怀疑。面对群众事件，政府不应当以政府公文、宣传标语树立高大全的形象，而应当展示具体问题的细节，展现负责任政府的形象；传统媒体应当在公众舆论中倡导思辨逻辑，不断反思事件使民众充分表达民意；传媒应当不断给予社会困难群体心理疏导和舆论引导，也应当关注民众是否能对类似事件有渠道，能够顺畅表达其意见。
2016年，中国青年报评论认为，习近平提出的“创新、协调、绿色、开放、共享”五大发展理念中的共享理念即针对塔西佗陷阱，该理念提出“发展为了人民、发展依靠人民、发展成果由人民共享”。在习近平考察兰考县一个月后，中共中央国务院出台了《中共中央国务院关于打赢脱贫攻坚战的决定》，明确了“到2020年，稳定实现农村贫困人口不愁吃、不愁穿，义务教育、基本医疗和住房安全有保障”。
2017年，塔西佗陷阱提出者潘知常教授在谈论塔西佗陷阱时指出，政府对于公共事件处理不慎即有可能掉入塔西佗陷阱，故而政府应当正视这一陷阱，重视其公信力之塑造；具体而言，应当及时应对新情况、积极使用新媒體以把握话语权，决策应当反映民意、吸收民智、顺应民心，处事应当解决突出问题、不做表面文章，回应质疑时应当不推诿或逃避、勇于改正、及时回应。